# Klanki (przystanek kolejowy)
Klanki (biał. Клянкі; ros. Кленки) – przystanek kolejowy w miejscowości Ilicz, w rejonie homelskim, w obwodzie homelskim, na Białorusi. Położony jest na wschodniej obwodnicy kolejowej Homla.